# Witvlekwigsnavel
De witvlekwigsnavel (witvlekwigsnavelkolibrie, Schistes albogularis) is een vogel uit de familie Trochilidae (kolibries) en de onderfamilie Polytminae.

## Verspreiding en leefgebied
De vogel komt voor in het westen in Colombia en het westen van Ecuador.	